# Вигоров, Леонид Иванович
Леони́д Ива́нович Ви́горов (15 января 1913, Минусинск, Енисейская губерния — 13 марта 1976, Свердловск) — советский биохимик и физиолог растений. Профессор Уральского лесотехнического института. Провёл оригинальные исследования в области физиологии, биохимии и селекции пшениц, дендрофизиологии, азотного питания древесных растений и пшениц, изучения ресурсов и закономерностей распределения биологически активных (целебных) веществ в садовых растениях. Основатель Сада лечебных культур (Свердловск, ныне Екатеринбург, 1969). Участник Великой Отечественной войны, старший техник-лейтенант.

## Биография и научная деятельность
До 1937 года Леонид Иванович Вигоров носил имя и фамилию Алексей Иванович Бедро.
Алексей Бедро родился в городе Минусинске Минусинского уезда Енисейской губернии, ныне город — административный центр Городского округа город Минусинск Красноярского края. Отец — агроном-садовод Иван Прохорович Бедро (1874—1943). Мать — Федосья Константиновна Харина. А. Бедро вырастал в испытательно-научном саду, заложенном в 1910 году его отцом на Тагарском острове (река Енисей) близ Минусинска. Молодой А. Бедро участвовал в садовых и научных делах отца, усвоил практику садоводства, ведал деловой перепиской отца, выполнял научные задания при Западно-Сибирской садовой станции, главным образом по гибридизации яблонь (получение морозоустойчивых гибридов яблонь с вкусными плодами).
В 1928 году окончил 9-летнюю школу в Минусинске, работал по ликвидации неграмотности среди невойсковиков, работал учителем в школе возле города Прокопьевск, рабочим на виноградниках немцев-колонистов у поселка Шамхор в Азербайджанской ССР.
В октябре 1931 года был принят на биологический факультет Томского государственного университета, который окончил с отличием в 1936 году. Во время учёбы в университете подрабатывал геоботаническим обследованием Прииртышья для племхоза «Овцевод» (1932 год), картированием и заготовкой лекарственных растений Алтая для Крайаптекоуправления (1933 год), а в 1934 году в городе Безенчук (ныне Самарская область) вёл научно-исследовательскую работу по получению пищевых органических кислот из древесного сахара.
В 1936—1939 годах работал ассистентом, а с 1938 года — исполняющим обязанности заведующего объединёнными кафедрами ботаники и физиологии растений Новосибирского сельскохозяйственного института. В 1937 году провел ботаническую экспедицию по неизученной до того Северо-Восточной Горной Шории (отчёт об этой экспедиции опубликован только в 2015 году), в 1939 году — ботаническую экспедицию в степях Восточной Сибири для изучения заменителей лекарственной сенеги. Чтобы избежать назойливого «внимания» органов НКВД, поскольку его отец И. П. Бедро был сослан в 1933 году по ложному обвинению в Нарымский округ (село Подгорное, Чаинского района), Алексей Бедро изменил в 1937 году имя и фамилию на Леонид Вигоров.
В 1939 году принял приглашение Воронежского государственного университета. Работал и. о. доцента на кафедре физиологии, биохимии и микробиологии Воронежского государственного университета, вёл курсы общей и специальной микробиологии, спецпрактикумы по физиологии растений и микробиологии. Занимался научной работой по биохимии и физиологии пшениц. В июне 1941 года на четвёртый день Великой Отечественной войны защитил кандидатскую диссертацию на тему «Предпосевная обработка семян пшеницы микроэлементами» (научный руководитель — Пётр Васильевич Савостин).
15 мая 1942 года призван Кагановичским РВК города Воронежа, присвоено звание красноармеец и обучен на миномётчика. Закончил войну в звании старший техник-лейтенант, был начальником лаборатории Полевого армейского химического склада № 1885 272-й отдельной роты химической защиты 125-й стрелковой дивизии 42-й армии. Выполнял на Ленинградском и Прибалтийском фронтах разведывательную работу по выявлению и распознаванию отравляющих, взрывчатых и других химических средств, поручения по «разложению войск противника» путём радиоагитации, вёл занятия с командным составом по военно-химическим вопросам, работал переводчиком при допросах пленных немцев. Награждён медалями «За боевые заслуги» (19.06.1945), «За оборону Ленинграда» (17.08.1943).
Л. И. Вигоров был демобилизован в ноябре 1945 года, разыскал в Сибири свою жену А. Я. Трибунскую, эвакуированную туда из Воронежа, недолго работал в Курганском сельскохозяйственном институте.
С февраля 1946 года работал в Уральском лесотехническом институте (г. Свердловск) на кафедре ботаники и дендрологии (ныне — кафедра ботаники и защиты леса Уральского государственного лесотехнического университета), где читал лекции и вёл практикумы по физиологии растений, основам земледелия, микробиологии и др., а в Уральском государственном университете — курс биохимии.
В 1946—1971 годах Л. И. Вигоров провёл на полях Всесоюзного научно-исследовательского института растениеводства и в созданном им в 1950 году учебно-опытном саду УЛТИ обширные исследования тысяч полученных им гибридов диких двузернянок и культурных твердых пшениц с целью изучения их генетической близости и коренного улучшения биохимических особенностей современных пшениц. Исследуя проблему белковости зерна пшеницы, он одновременно изучал азотное питание злаковых, занимался вопросами наследования хозяйственно ценных признаков при гибридизации. Вместе с женой А. Я. Трибунской изучал биологическую фиксацию азота в разных типах почв Урала. За 25 лет работы Л. И. Вигоровым был найден путь получения сортов пшеницы, богатых белком и дефицитными аминокислотами, витаминами и другими биологически активными веществами.
В 1950—1955 годах Л. И. Вигоровым по предложению декана лесохозяйственного факультета М. Н. Новикова на площади три гектара был создан учебно-опытный сад УЛТИ. Сад возник на городском пустыре неподалёку от Сибирского тракта в точке, считающейся его пятым километром. Несколько поколений студентов прошли в этом саду практику по садоводству и земледелию, почвоведению и физиологии растений, помогали Л. И. Вигорову осуществлять уход за садом. Учебно-опытный сад УЛТИ стал крупнейшей коллекцией северных урало-сибирских сортов яблонь и ягодников. Коллекция сада в 1960—1968 годах насчитывала 1200 сортов яблони, до 60 сортов смородины, малины, крыжовника, до 30-45 сортов вишни, сливы и другие. Проверку на содержание в них витаминов и других полезных соединений сорта проходили по урожаям нескольких лет, и в итоге был отобран первый высоковитаминный сортимент, пригодный для использования в северной зоне садоводства.
В 1956 году Л. И. Вигоровым на базе учебно-опытного сада УЛТИ создана научная биохимическая лаборатория, позже названная лабораторией биологически активных веществ (БАВ). В разное время под руководством Л. И. Вигорова в лаборатории проводили исследования коллекции сада Г. Н. Новосёлова, Т. Н. Суменкова, Н. П. Степанова, Н. Н. Бакаева и другие. Л. И. Вигоров был заведующим лабораторией БАВ с 1956 по 1976 год.
В 1956—1968 годах был разработан экспресс-метод оценки плодородия почв. С 1966 года лаборатория биологически активных веществ начала выпускать таблетки и цветные шкалы для анализа образцов почвы. Предполагалась передача метода в производство.
В 1968 году Л. И. Вигоров был утверждён в звании профессора (по совокупности работ, без защиты докторской диссертации).
Зимой 1968—1969 годов коллекция учебно-опытного сада УЛТИ сильно пострадала от морозов. На яблоневом участке сохранилось всего 100 сортов. Преимущественно вымерзли крупноплодные сорта яблони.
На основе сохранившейся коллекции растений Л. И. Вигоровым в 1969—1973 годах основан Сад лечебных культур (ныне Сад лечебных культур им. Л. И. Вигорова) — первое в СССР и в России собрание растений, съедобные плоды которых накапливают биологически активные вещества или их комплексы, обладающие профилактическим или терапевтическим действием.
В Саду лечебных культур была создана новая коллекция культурных растений, плоды которых могут интенсивно предупреждать или излечивать различные заболевания человека. Новосёлами сада стали крупноплодные боярышники, богатые соединениями, предупреждающими некоторые сердечные аритмии, сортовые крупноплодные шиповники, ценные поливитаминными и желчегонными свойствами, отборные сладкоплодные жимолости, коллекция сортовых облепих, сладкоплодные калины, отборные формы аронии, лимонника, барбариса. Л. И. Вигоровым и руководимой им лабораторией биологически активных веществ были изучены закономерности наследования витаминности при гибридизации сортов яблонь. Были созданы два селекционных шедевра — сорта яблок «Витаминное белое» и «Памяти Диброва».

«Сад лечебных культур представляет первое в стране собрание растений, для съедобных плодов которых имеются многолетние точные данные по накоплению в них определённых защитных веществ или их комплексов. В пределах каждой культуры в Саду лечебных культур оставлены лишь те сорта или виды, относительно которых точно известно, какие защитные соединения они накапливают в действующих (эффективных) количествах, и что их плоды действительно могут предупреждать те или иные заболевания человека».— Вигоров Л.И. Избранные труды. Уральский сад лечебных культур, 2010.
В 1969 году на биохимическом съезде в г. Ташкенте Л. И. Вигоров сделал доклад о классификации защитных (для здоровья людей) веществ плодов и закономерностях их распределения (закон гомологичности для вегетативных органов и плодов, закон образования всех возможных химических аналогов, закон нахождения веществ в плодах родственных растений и т. д.). Данные закономерности изложены в книге.
Л. И. Вигоров был организатором трёх всесоюзных конференций по биологически активным веществам плодов ягод в г. Свердловске (1961, 1964, 1968), одной — г. Мичуринске (1972) и одной — в г. Москве (1975). По проблемам лечебного садоводства коллективом сотрудников лаборатории биологически активных веществ опубликовано более 200 научных работ (статьи в сборниках и в материалах конференций). Особой популярностью до сих пор пользуется книга Л. И. Вигорова «Сад лечебных культур», изданная в 1976 и в 1979 годах.
В 1970-х годах площадь Сада лечебных культур была урезана (в настоящее время 1,7 гектара) — часть площади сада отдана под строящееся общежитие.
К 1975 г. Л. И. Вигоров переключил коллектив лаборатории биологически активных веществ на новую тему по аэрофолинам — летучим биологически активным веществам древесных пород с перспективой создания лечебных парков.
Главное достижение Л. И. Вигорова — преодоление стереотипа примитивной оценки плодов лишь по вкусу, размеру и урожайности. По результатам биохимических анализов на содержание витаминов и других полезных веществ сотен сортов яблони «звание» лечебных получили лишь единицы.
Академик РАН А. Т. Мокроносов, характеризуя деятельность Л. И. Вигорова, писал:

Он мечтал о развитии широкой сети исследовательских и опытных учреждений по лечебному садоводству в разных районах СССР, деятельность которых координировалась бы специальным научно-исследовательским институтом лечебного садоводства и овощеводства…
Природа и самовоспитание наделили этого человека феноменальной работоспособностью и самоотверженной целеустремлённостью… Это был учёный большого гражданского долга, ценивший в науке то, что несёт прямую пользу человечеству.
Член-корреспондент РАН, доктор биол. наук, директор Ботанического сада УрО РАН (г. Екатеринбург) С. А. Мамаев:

Это был, несомненно, очень серьёзный и оригинальный исследователь. Небольшой, хрупкий, какой-то незаметный, всем своим видом Вигоров походил на простого рабочего. Одевался просто и непритязательно. На самом деле это был человек высочайшего интеллекта. Я даже затрудняюсь назвать точно его специальность. Он и плодовод-селекционер, и агроном, и физиолог, и биохимик. В каждой из этих дисциплин Вигоров оставил свой след. Особенно ценны его методические разработки по определению биологически активных веществ в растениях.
Леонид Иванович Вигоров скоропостижно скончался 13 марта 1976 года и был похоронен на Нижне-Исетском кладбище Чкаловского района города Свердловска Свердловской области, ныне город Екатеринбург — административный центр той же области. Его могила находится недалеко от могилы уральского садовода Порфирия Афанасьевича Дибровы.
Решением Свердловского облисполкома от 6 апреля 1977 года Сад лечебных культур был включён в список памятников природы областного значения.
Книга Л. И. Вигорова «Сад лечебных культур», пользующаяся популярностью до сих пор, вышла в свет уже после кончины учёного (в 1976 и 1979 годах).

## Научные труды
Автор 182 научных публикаций, в том числе около 130 по содержанию различных биологически активных веществ в плодах и ягодах.
Книги
- Вигоров Л.И. Практикум по физиологии древесных растений. — М.: Высшая школа, 1961. — 147 с. — 4000 экз.[9]
- Вигоров Л.И. Уральские плоды и ягоды. Витамины. Здоровье. — Свердловск: Сред.-Урал. кн. изд., 1976. — 172 с. — 4000 экз.[10]
- Вигоров Л.И. Витамины на ветках. Лечебные свойства уральских плодов и ягод. — Свердловск: Сред.-Уральское кн. изд., 1964. — 79 с. — 30 000 экз.[11]
- Вигоров Л.И. Основы земледелия для лесоводов (Учеб. пособие). — Свердловск, 1974. — 287 с. — 600 экз.[12]
- Вигоров Л.И. Сад лечебных культур / Науч. ред. кандидаты техн. наук, доценты А.Г. Шавнин, А.М. Шебалов. — Свердловск: Сред.-Урал. кн. изд., 1976. — 172 с. — 4000 экз.[13]
- Вигоров Л.И. Сад лечебных культур. — Свердловск: Сред.-Урал. кн. изд., 1979. — 176 с. — 40 000 экз.[14]

Статьи
- Биологически активные вещества ягод чёрной смородины и селекция на улучшенный их состав // Культура чёрной смородины в СССР. — М., 1972.
- Десять забот школьного лесовода. Методическое пособие для работ по ботанике и дендрологии. — Свердловск, 1975. — 57 с.
- Лечиться — в сад! // Химия и жизнь. — 1975. — № 11. — С. 107—111.
- Интродукция новых плодово-ягодных растений на Среднем Урале / Л. И. Вигоров // Успехи интродукции на Урале и в Поволжье: Сборник статей. — Свердловск, 1977. — С. 45-49.
- Проблема «сопутствующих» биологически активных веществ плодов и ягод в производстве витаминных препаратов // Витаминные растительные ресурсы и их использование. — М., 1977. — С. 135—139.
- Видовой и сортовой состав древесных растений сада лечебных культур: Методическое руководство. — Свердловск, 1980.
- Л. И. Вигоров, Г. Н. Новосёлова, Н. В. Марина, С. А. Шавнин. Растения. Человек. Качество жизни. — Екатеринбург: Уральский государственный лесотехнический университет, 2009. — 84 с. ISBN 978-5-94984-274-4.
- Избранные труды. — Екатеринбург: Уральский государственный лесотехнический университет, 2010. — 364 с. ISBN 978-5-94984-319-2.
- Высокогорная растительность Восточной Шории в истоках реки Томи // Ботанические исследования Сибири и Казахстана (сборник). Вып. 21 / под ред. А. Н. Куприянова. — Кемерово: КРЭОО «Ирбис», 2015. — с. 130—154.
- Труды первой всесоюзной конференции по биологически активным веществам плодов и ягод. Отв. редактор Л. Вигоров. — Свердловск, 1961. — 284 с.
- Труды второго всесоюзного семинара по биологически активным веществам плодов и ягод. — Свердловск, 1964.
- Труды III всесоюзного семинара по биологически активным (лечебным) веществам плодов и ягод. — Свердловск, 1968. — 511 с.
- Труды IV всесоюзного семинара по биологически активным (лечебным) веществам плодов и ягод. — Мичуринск, 1972. — 576 с.
- Биологически активные вещества плодов и ягод: Материалы V Всесоюзного семинара (27-28 марта 1975 г., Москва). — М. 1976.

## Награды
- Медаль «За боевые заслуги», 19 июня 1945 года[15]
- Медаль «За оборону Ленинграда», 17 августа 1943 года[16][17][18]

## Память
- Именем Л. И. Вигорова назван Сад лечебных культур (город Екатеринбург).
- Памятник Л. И. Вигорову в Саду лечебных культур (город Екатеринбург).
- Селекционером Ю. Н. Копытко выведен сорт флокса «Леонид Вигоров».
- Сорт малины «Ананасная Вигорова»
- Сорт калины «Сладкоплодная Вигорова»
- Сорт калины «Полусладкая Вигорова»

## Семья
Жена — Трибунская Анастасия Яковлевна (1914—1995). Дети:
- Юрий Леонидович Вигоров (18.12.1942 — 27.05.2023)
- Надежда Леонидовна Вигорова
- приёмный сын Борис Трибунский (1938 г.р.), позднее взял фамилию Вигоров